# 林智圭
林智圭（韓語：임지규，1978年3月7日—），韓國男演員。2014年5月17日與圈外女友結婚。

## 演出作品

### 電視劇
- 2006年：MBC《不可阻擋的High Kick》
- 2008年：SBS《老千》飾演 李盛燦
- 2009年：KBS《夥伴們》飾演 鄭在浩
- 2010年：MBC《逆轉女王》飾演 姜宇
- 2011年：MBC《最佳愛情》飾演 金在石
- 2012年：SBS《幽靈》飾演 卞尚宇
- 2012年：KBS《Drama Special－知道跆拳道嗎》
- 2013年：SBS《奇怪的保姆》飾演 世潔的老師
- 2014年：SBS《神的禮物－14天》飾演 柳振宇
- 2014年：MBC《Drama Festival－轉捩點》飾演 金英福
- 2014年：KBS《王的面孔》飾演 許筠
- 2015年：KBS《Assembly》飾演 沈東天
- 2015年：OCN《能看見鬼的刑警處容2》飾演 徐昌民（特別出演）
- 2015年：SBS《你的窺視》飾演 閔室長
- 2016年：KBS《奇蹟時間補時》飾演 善浩
- 2016年：SBS《Doctors》（特別出演）
- 2016年：JTBC《Fantastic》飾演 金必浩
- 2016年：KBS《Drama Special－快樂的我的家》飾演 金英哲
- 2016年：KBS《閃耀的恩秀》飾演 朴亨植
- 2017年：JTBC《Man to Man》（特別出演）
- 2017年：KBS《Go Back夫婦》飾演 朴賢錫
- 2017年：KBS 《Drama Special - 我们失眠的理由》饰演 英在
- 2018年：KBS《Radio Romance》飾演 李勝秀
- 2018年：KBS《你的管家》飾演 吳允基
- 2018年：SBS《命運與憤怒》飾演 金志奎
- 2019年：tvN《她的私生活》飾演 姜勝民
- 2019年：tvN《當惡魔呼喊你的名字時》飾演 金慶水
- 2019年：KBS《只走花路吧》飾演 南東宇（特別出演）
- 2020年：JTBC《重回18歲》飾演 志勛哥哥（特別出演）
- 2021年：OCN《驅魔麵館》飾演 冬八（特別出演）
- 2021年：KBS《大發不動產》飾演 金炳浩（特別出演）
- 2021年：JTBC《Undercover》飾演 黃正浩（青年時期）
- 2021年：KBS《太宗李芳遠》飾演 禑王
- 2022年：Disney+《第六感之吻》飾演 金海鎮（青年時期）
- 2023年：JTBC《離婚律師申晟瀚》飾演 朴炫泰
- 2024年：ENA《夜限照相馆》飾演 朴聖俊

### 電影
- 2004年：《Fingerprint》（短篇電影）
- 2007年：《救起池中的獵豹》飾演 閔帝輝
- 2007年：《銀河解放前線（朝鲜语：은하해방전선）》飾演 榮宰
- 2008年：《急速醜聞》飾演 朴尚允
- 2009年：《向著大海，再一步》飾演 服務生
- 2009年：《白夜行》飾演 若通
- 2010年：《Read My Lips（朝鲜语：할 수 있는 자가 구하라 (영화)）》飾演 教會青年
- 2010年：《妖術》飾演 明振
- 2011年：《孩子們》飾演 東哲
- 2012年：《火車》飾演 跟蹤者（特別出演）
- 2012年：《春，雪（朝鲜语：봄, 눈）》飾演 永才
- 2012年：《桃樹》
- 2013年：《非常珍貴的愛情（朝鲜语：완전 소중한 사랑）》飾演 金溫流
- 2017年：《一天》

### MV
- 2013年：元曉路1街13之25〈我們的傷心的年輕的日子再見（슬픈 우리 젊은 날이여 안녕）〉
- 2016年：郭恩基〈Song For You〉

## 獲獎
- 2008年：第17屆釜日電影獎－男子新人演技獎

## 外部連結
- 官方網站[永久]
- 林智圭的X（前Twitter）
- 林智圭的Facebook專頁
- 林智圭的Instagram帳戶